# کافلند
کافلند (انگلیسی: Kaufland) شرکت خرده‌فروشی آلمانی است، که در زمینه مدیریت بر سوپرمارکت‌های زنجیره‌ای در اروپا و استرالیا فعالیت می‌کند.
شرکت کافلند در سال ۱۹۸۴ تأسیس شد و امروزه مالک شبکه‌ای از ۲ هزار شعبه می‌باشد. دفتر مرکزی این شرکت در شهر نکازاولم، آلمان قرار دارد.